# Camillo Gabrielli
Camillo Gabrielli (Giovanni Camillo Gabrielli), actif à Pise vers 1650 est un peintre italien du XVIIe siècle.

## Biographie
Camillo Gabrielli s'est formé à Rome auprès de Ciro Ferri.
Parmi ses élèves figurent les frères Giuseppe et Francesco Melani (1675-1742).

## Œuvres
- Trionfo di santo Stefano (1692), fresque, Palazzo del Consiglio dei Dodici, Pise.

## Sources
- (it) « Camillo Gabrielli », sur Arteantica.eu